# Marian Opania
Marian Opania (ur. 1 lutego 1943 w Puławach) – polski aktor teatralny, filmowy i dubbingowy, wykonawca piosenki aktorskiej, artysta kabaretowy.

## Życiorys
Urodził się 1 lutego 1943 w Puławach jako drugi syn Juliana i Jadwigi. Jego ojciec był oficerem piechoty Wojska Polskiego, zginął w powstaniu warszawskim.
W 1960 ukończył I Liceum Ogólnokształcące im. A.J. ks. Czartoryskiego w Puławach. W 1964 został absolwentem Państwowej Wyższej Szkoły Teatralnej w Warszawie.
Należał do grupy najciekawszych młodych aktorów rozpoczynających swoją karierę na początku lat 60. W 1962 wcielając się w rolę Miśka w noweli Warszawa w filmie ''Miłość dwudziestolatków” (L’amour à vingt ans) Andrzeja Wajdy zadebiutował na dużym ekranie. W teatrze zadebiutował w 1964 rolą Księcia Edwarda w sztuce „Edward II” Christophera Marlowe’a w reżyserii Stanisława Bugajskiego, na scenie Teatru Klasycznego w Warszawie.
Za role Pawła w Skoku i Truchaczka (młodego bohatera wydarzeń „czarnej niedzieli” w Bydgoszczy w 1939) w Sąsiadach, Opania otrzymał w 1970 Nagrodę im. Zbyszka Cybulskiego. W tych latach wielokrotnie wcielał się w postacie nadwrażliwych młodzieńców, czasem zawadiackich, szarpanych nadziejami i rozterkami swojego wieku. Jedną z jego najbardziej złożonych ról był Tadeusz, bohater filmu Antoniego Krauzego – „Palec boży” z 1972, młody prowincjusz walczący o zrealizowanie swoich marzeń.
Wystąpił w filmie „Człowiek z żelaza” Andrzeja Wajdy (1981), który otrzymał Złotą Palmę na 34. Międzynarodowym Festiwalu Filmowym w Cannes, wielu dziełach komediowych m.in. w serialu Stanisława Barei „Zmiennicy” (1986), filmie „Rozmowy kontrolowane” Sylwestra Chęcińskiego (1991) czy „Saunie” Filipa Bajona (1992). Występował jako profesor Zybert w serialu TVP2 „Na dobre i na złe” (1999) i jako ojciec tytułowej bohaterki w serialu TVN „Prawo Agaty” (2012), w filmach „Mała matura 1947” Janusza Majewskiego (2010), „Wałęsa. Człowiek z nadziei” Andrzeja Wajdy (2013) oraz „Bogowie” Łukasza Palkowskiego (2014) i innych.
W 2016 zagrał w komedii „7 rzeczy, których nie wiecie o facetach” w reżyserii Kingi Lewińskiej. W teatrze Opania występował m.in. w spektaklach Józefa Szajny w warszawskim Teatrze Studio. Występował także w spektaklach muzycznych, m.in. w „Brelu” Emiliana Kamińskiego i Wojciecha Młynarskiego (1985) oraz w „Wysockim” (1989) czy „Hemarze” (1987).
Od 1965 związany jest z Teatrem Telewizji, gdzie wziął udział w prawie stu spektaklach. Wystąpił w około dwustu przedstawieniach Teatru Polskiego Radia.
W latach 1964–1971 występował w Teatrze Klasycznym w Warszawie, następnie w Teatrze Studio (1971–1977), Teatrze Kwadrat (1978) i Teatrze Komedia (1979–1981). Od 1981 jest aktorem Teatru Ateneum w Warszawie. Na deskach teatru gra monogram „W progu” Glena Bergera w reżyserii Bartosza Konopki, którego premiera odbyła się 12 czerwca 2013.
Znany z wykonań piosenki aktorskiej, z występów w kabaretach i ról komediowych. Współpracował m.in. z Teatrem Scena Prezentacje w Warszawie. Przez wiele lat współpracował z Marcinem Wolskim i kabaretem „60-tka”. Wraz z Wiktorem Zborowskim tworzył kabaret „Super-duo”. Wykonywał pieśni Włodzimierza Wysockiego, Bułata Okudżawy, Jacques’a Brela w tłumaczeniu Wojciecha Młynarskiego, teksty Antoniego Słonimskiego, Juliana Tuwima, Mariana Hemara, Jonasza Kofty, Marcina Wolskiego czy Jana Pietrzaka.
W 2015 nagrał płytę z piosenkami Leonarda Cohena i Jaromira Nohavicy – Opania Cohen Nohavica.

## Życie prywatne
Żonaty z Anną, z którą poznali się w 1960. Mają dwoje dzieci, aktora Bartosza Opanię oraz córkę Magdalenę. Jest rzeźbiarzem amatorem.

## Zespoły artystyczne

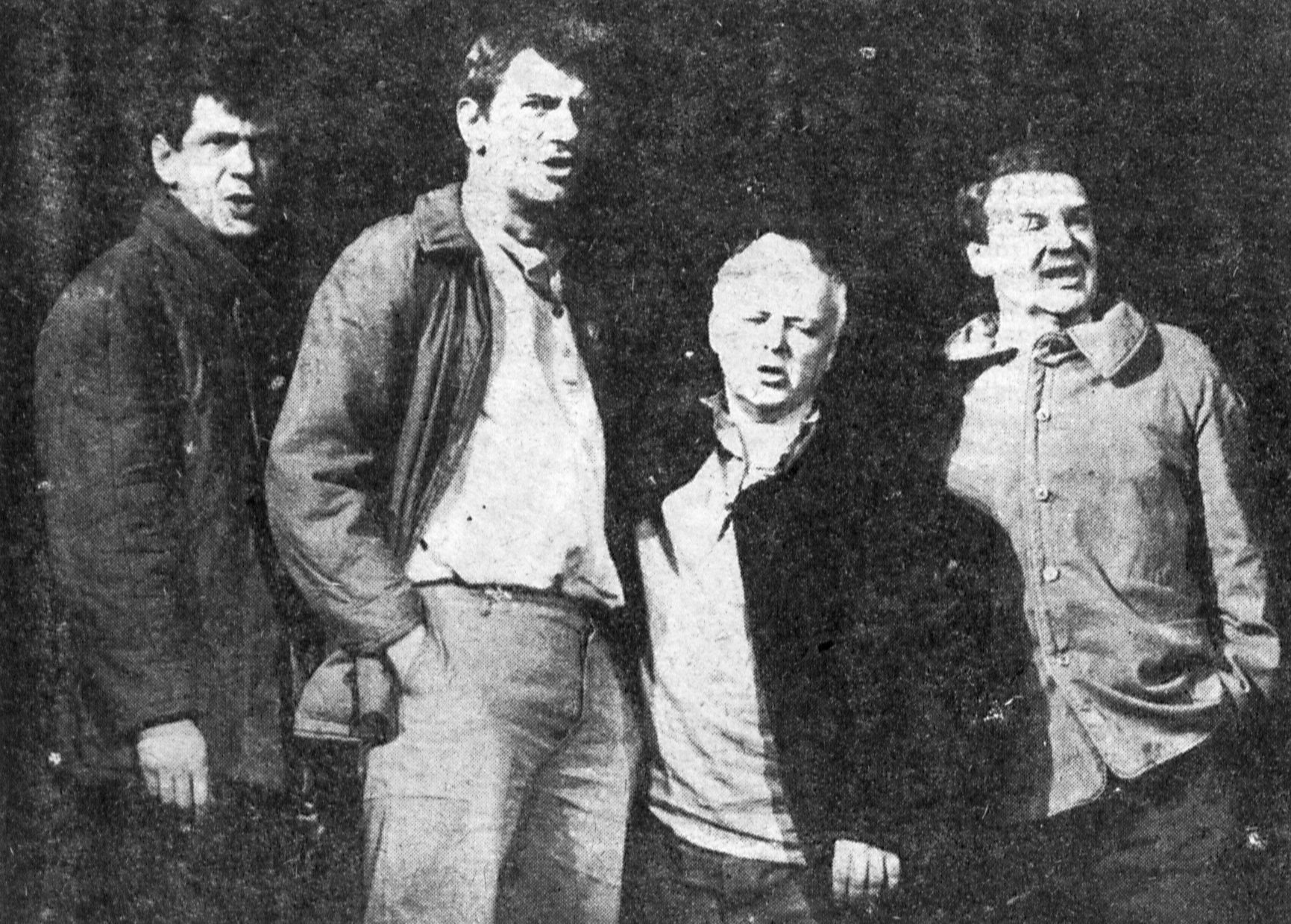
Występ aktorów Teatru Ateneum w Warszawie w spektaklu „Wysocki” na XII Przeglądzie Piosenki Aktorskiej we Wrocławiu (1991); od prawej: Leonard Pietraszak, Marian Opania, Wiktor Zborowski i Marcin Sosnowski

- Teatr Klasyczny w Warszawie 1964 – 1972 aktor
- Teatr Studio Warszawa 1972 – 1977 aktor
- Teatr Kwadrat Warszawa 1978 – 1978 aktor
- Teatr Komedia Warszawa 1979 – 1981 aktor
- Teatr Ateneum im. Stefana Jaracza Warszawa od 1981 aktor

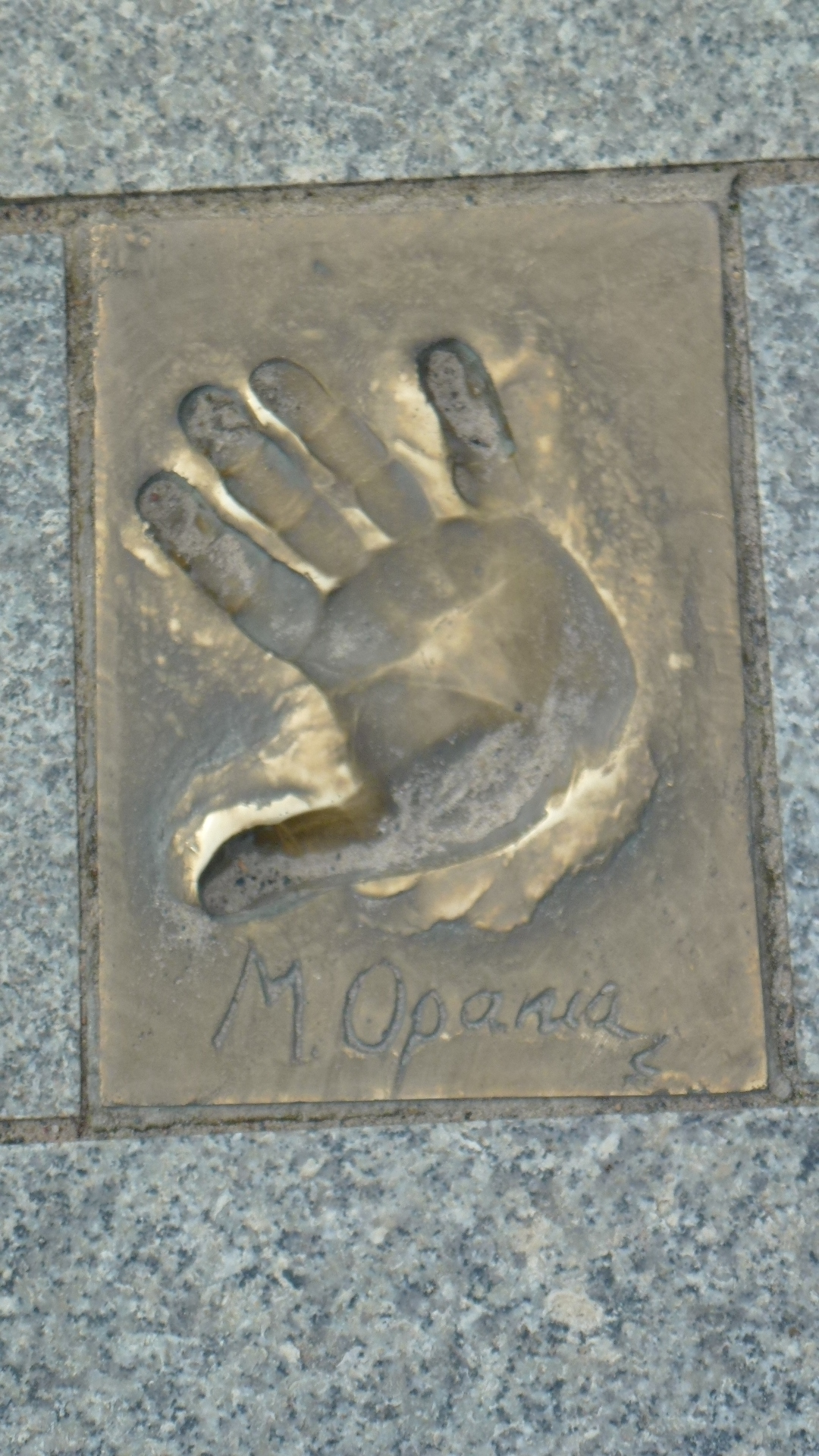
Odcisk gwiazdy w Alei Gwiazd w Międzyzdrojach

## Odznaczenia i nagrody
- Nagroda im. Zbyszka Cybulskiego od tygodnika „Ekran” dla najlepszego młodego aktora roku za role w filmach Skok i Sąsiedzi (1970).
- Odznaka Honorowa „Zasłużony Działacz Kultury” (1988).
- Nagroda na Festiwalu Polskiej Twórczości Telewizyjnej za rolę w spektaklu Moskwa – Pietuszki (1992).
- Nagroda za najlepszą rolę męską na Festiwalu Polskiej Twórczości Telewizyjnej za film Sauna (1993).
- Krzyż Kawalerski Orderu Odrodzenia Polski (2003)[9][10].
- Nagroda Teatru Polskiego Radia Wielki Splendor (2004)[11].
- Złoty Medal „Zasłużony Kulturze Gloria Artis” (2009)[12].

## Filmografia
| - Miłość dwudziestolatków (L’amour a vingt ans) – Warszawa (Misiek, 1962) - Beata (Olek Smoleński „Ramzes”, 1964) - Augenblick des friedens – Abitur, matura (Kazio Kominek, 1965) - Podziemny front odc. Przeprawa (6, „Wicek”, 1965) - Don Gabriel (harcerz Snitka, 1966) - Morderca zostawia ślad (Zenek, 1967) - Opowieści niezwykłe odc. Ja gorę! (Walek, 1967) - Skok (Paweł, 1967) - Stajnia na Salvatorze („Dudek”, członek grupy Michała, 1967) - Westerplatte (żołnierz, 1967) - Lalka (kamieniarz Węgiełek, 1968) - Ostatni po Bogu (marynarz Wątorek, 1968) - Stawka większa niż życie odc. Ściśle tajne (3, Kazik Truchanowicz, 1968) - Do przerwy 0:1 odc. Pożegnanie z wakacjami (7, młody robotnik w szpitalu, 1969) - Sąsiedzi (1969, harcerz Truchaczek, 1969) - Czterej pancerni i pies odc. Klin (17), Pierścienie (18), Tiergarten (19), Brama (20, kapral podchorąży Marian Łażewski „Zadra”, 1970) - Prawdzie w oczy (Wacek, 1970) - Prom (Arent, 1970) - Kłopotliwy gość (strażak Przesieka, 1971) - Perła w koronie (Albert, 1971) - Ocalenie (Szczeniak, 1972) - Palec boży (Tadeusz Kasprzak, 1972) - Poślizg (Mały, 1972) - Droga (serial TV, 1973) odc. Stan wyjątkowy (6, 1973) - Sobie król (1973) - Awans (magister Marian Grzyb, 1974) - Gościnny występ (1974) - Ile jest życia odc. Nauka chodzenia (5), Izba tonów (6), Rola główna (10, 1974) - Pełnia nad głowami (Frączak, zastępca przewodniczącego, 1974) - Bezkresne łąki (kierowca, 1976) - Sytuacje rodzinne odc. Trochę wielkiej miłości (1976) - Indeks. Życie i twórczość Józefa M. (redaktor naczelny, 1977) - Wszyscy i nikt – (Glina, funkcjonariusz MO, 1977) - Zaległy urlop (Dybczak, 1978) - Zielona miłość – (Heniek, pacjent w szpitalu, 1978) - Golem (lekarz „tworzący” Pernata, 1979) - Gwiazdy poranne (Janek, 1979) - Czułe miejsca (monter 13-04 (kolega Jana), 1980) - Człowiek z żelaza (Winkel, 1981) - Dreszcze (Zbyszek, chłopak druhny przewodniczki, 1981) - On, ona, oni odc. On (dyrektor fabryki, 1981) - Przyjaciele odc. Praca (3, 1981) - Przypadki Piotra S. (1981) - Wierne blizny (Globus, 1981) - Matka królów (adwokat Stasia, 1982) - Popielec odc. Herod (5, Wykukal, 1982) - Śpiewy po rosie (kierowca ciężarówki, 1982) - Wyłap (1982) - Stan wewnętrzny (dziennikarz Maciek Sumiński, 1983) - Wedle wyroków twoich... (fotograf Mach, 1983) - Przyspieszenie (operator, 1984) - Kronika wypadków miłosnych (pan Kieżuń, listonosz, 1985) - Bohater roku (redaktor naczelny, 1986) - Maskarada (Krzysztof, reżyser filmu „Mistrz sportu”, 1986) | - Weryfikacja („Siwy”, członek komisji weryfikacyjnej, 1986) - Zmiennicy odc. Ceny umowne (1), Dziewczyna do bicia (3), Spotkania z Temidą (13), Pocałuj mnie, Kasiu (14), Nasz najdroższy (15, Ceglarek, 1986) - Opowiadanie wariackie (Antoni Tomicz „Einstein”, 1987) - Dekalog VIII (dziekan, 1988) - Dotknięci (aktor występujący z Marią, 1988) - Pięć minut przed gwizdkiem (Leon Misiak, 1988) - Piłkarski poker (Bolo, 1988) - Goryl, czyli ostatnie zadanie... (Szef, 1989) - Napoleon odc. Le 18 Brumaire (1, Collot, 1990) - Superwizja (Kuba, 1990) - Rozmowy kontrolowane (Zenon Zambik, generał SB, 1991) - Sauna (Jurij, 1992) - Człowiek z... (Wityński, były działacz opozycyjny, 1993) - Do widzenia wczoraj. Dwie krótkie komedie o zmianie systemu odc. Skok, Betores (Stefan, 1993) - Pajęczarki (hurtownik, 1993) - Wesoła noc smutnego biznesmena (1993) - Panna z mokrą głową (doktor Zenobiusz Lipień, 1994) - Panna z mokrą głową (serial TV, doktor Zenobiusz Lipień, 1994) - Gracze (Wacha, członek kierownictwa sztabu wyborczego Wałęsy, 1995) - Ekstradycja 2 odc. 9 (minister, 1996) - Ekstradycja 3 odc. 1, 2, 4, 7, 8, 9, 10 (Tomasz Osowski, minister współpracy z zagranicą, 1998) - Siedlisko (Wacław Kotula, sołtys Panistrugi, 1998) - Lot 001 odc. Obcy (9, 1999) - Na dobre i na złe (profesor Tadeusz Zybert, dyrektor naczelny szpitala, od 1999) - 13 posterunek 2 odc. 22, 42 (tata Kasi, 2000) - Weiser (ksiądz proboszcz, 2000) - Garderoba damska odc. Reklama (3), Wywiad (5), Oczarowanie (11) (Bodzio, mąż Doroty, 2001) - Marszałek Piłsudski (oficer wywiadu w sztabie XII Armii Czerwonej, 2001) - Czarna plaża (2001) - Chopin. Pragnienie miłości (Jan, służący Chopina, 2002) - Zerwany (2002) - Królewska ruletka (Kierownik, 2003) - Dogrywka (stary, 2003) - Cudownie ocalony (Mikołaj Biesaga, 2004) - Komornik (Chełst, 2005) - Dobrze (Starzec, 2006) - Wszystko (Andrzej, 2007) - Bulionerzy (dziadek Leon Bystrzycki, 2004–2008/2011) - Złodziej w sutannie (ksiądz Wojciech Staromłyński, 2008) - Niania (Stefan Maj, ojciec Frani, 2009) - Enen (profesor Dębicki, 2009) - Po prostu chcę (Jan Bajera, 2009) - Piksele (samobójca, 2010) - Mała matura 1947 (profesor Schlapka, germanista, 2010) - Śluby panieńskie (szlachcic, 2010) - Ojciec Mateusz (Roman Nocul, 2011) - Prawo Agaty (Andrzej Przybysz, ojciec Agaty, 2012–2015) - Rozmowy ze śmiercią (dziennikarz, 2012) - Wałęsa. Człowiek z nadziei (Winkel, sceny archiwalne, 2013) - Matka brata mojego syna (Wincenty Laskus, 2013) - Wkręceni (major Grygalewicz, 2014) - Bogowie (prof. Jan Nielubowicz, 2014) - 7 rzeczy, których nie wiecie o facetach (ojciec Stefana, 2016) - Czarny mercedes (ogrodnik, 2019) - Koniec świata, czyli kogel-mogel 4 (Leopold Kapusta, 2022) - Mój agent odc. 11 (on sam, 2023) - Dalej Jazda! (Józiek, 2024) |

## Polski dubbing
| - 1960: Flintstonowie - 1970: Aryskotraci – Scatcat (dubbing z 1994 roku) - 1975: Zaklęte rewiry – Fryc (dubbing) - 1986: Amerykańska opowieść – Tygrys / Śpiew piosenek - 1991: Amerykańska opowieść. Fievel jedzie na Zachód – Tygrys - 1992: Tom i Jerry: Wielka ucieczka – Doktor Jabłuszko - 1993–1995: Szmergiel – Maniuś Bąbel - 1996: Zakochany kundel – Kilt - 1996: Dzwonnik z Notre Dame – Hugo - 1996: Walter Melon – w roli tytułowej - 1997: Tajemnica Sagali – Daga - 1997–2001: Przygody Misia Paddingtona - 1998: Walter Melon – Walter Melon - 1998: Magiczny miecz – Legenda Camelotu – Cornwall - 1999: Stuart Malutki – Reginald Skręt - 1999–2000: Produkcje Myszki Miki – Jose Carioca - 2000: Ratunku, jestem rybką! – Joe - 2001: Cafe Myszka – Trybik (odc. 28) - 2001: Harry Potter i Kamień Filozoficzny – Lord Voldemort - 2001: Zakochany kundel II: Przygody Chapsa – Kilt - 2003: Piotruś Pan – Plama | - 2004: Lucky Luke – Meksykanin - 2004: W 80 dni dookoła świata – Pułkownik Kitchner - 2005: Oliver Twist – Limbkins - 2005: Szeregowiec Dolot – Meteor - 2006: Neverwinter Nights 2 (gra) – Daeghun Farlong - 2007: Ratatuj – Szponder - 2008: Speed Racer – Ben Burns - 2009: Królewna Śnieżka i siedmiu krasnoludków – Gburek - 2009: Prawdziwa historia Kota w Butach – kucharz - 2009: Opowieść wigilijna – Fezziwig - 2009: Odlot – Beta - 2010: Nadzwyczajna misja Asa – Beta - 2011: Harry Potter i Insygnia Śmierci: Część II – Aberforth Dumbledore - 2012: Rozmowy ze śmiercią – Dziennikarz - 2014: Samoloty 2 – Mayday - 2017: Auta 3 – Złomek - 2017: Piękna i Bestia – Trybik - 2017: Coco – Papá Julio - 2019: Dumbo – Max Medici - 2021: Czarna Wdowa – Drejkow |

## Dyskografia
- Marek Grechuta – Pieśni Marka Grechuty do słów Tadeusza Nowaka (1979), w utworach „Spił się mój anioł” oraz „Chcę być pomylony”
- Złota kolekcja – Portrety muzyczny – Cukierki dla panienki mam (2001)
- Fascynacje (2013)[13]